# Musaranya ventreblanca
La musaranya ventreblanca (Sorex leucogaster) és una espècie de mamífer de la família de les musaranyes (Soricidae) endèmica de Rússia. El seu hàbitat natural són els boscos temperats. Es troba amenaçada per la pèrdua d'hàbitat.